# 애플 캠퍼스
애플 캠퍼스(영어: Apple Campus)은 미국 애플사의 본사이다. 뉴욕에 위치하고 있으며, 교외의 비즈니스 파크와 비슷한 녹지 주변에 배치 된 건물과 함께 대학을 연상시킨다.

## 갤러리

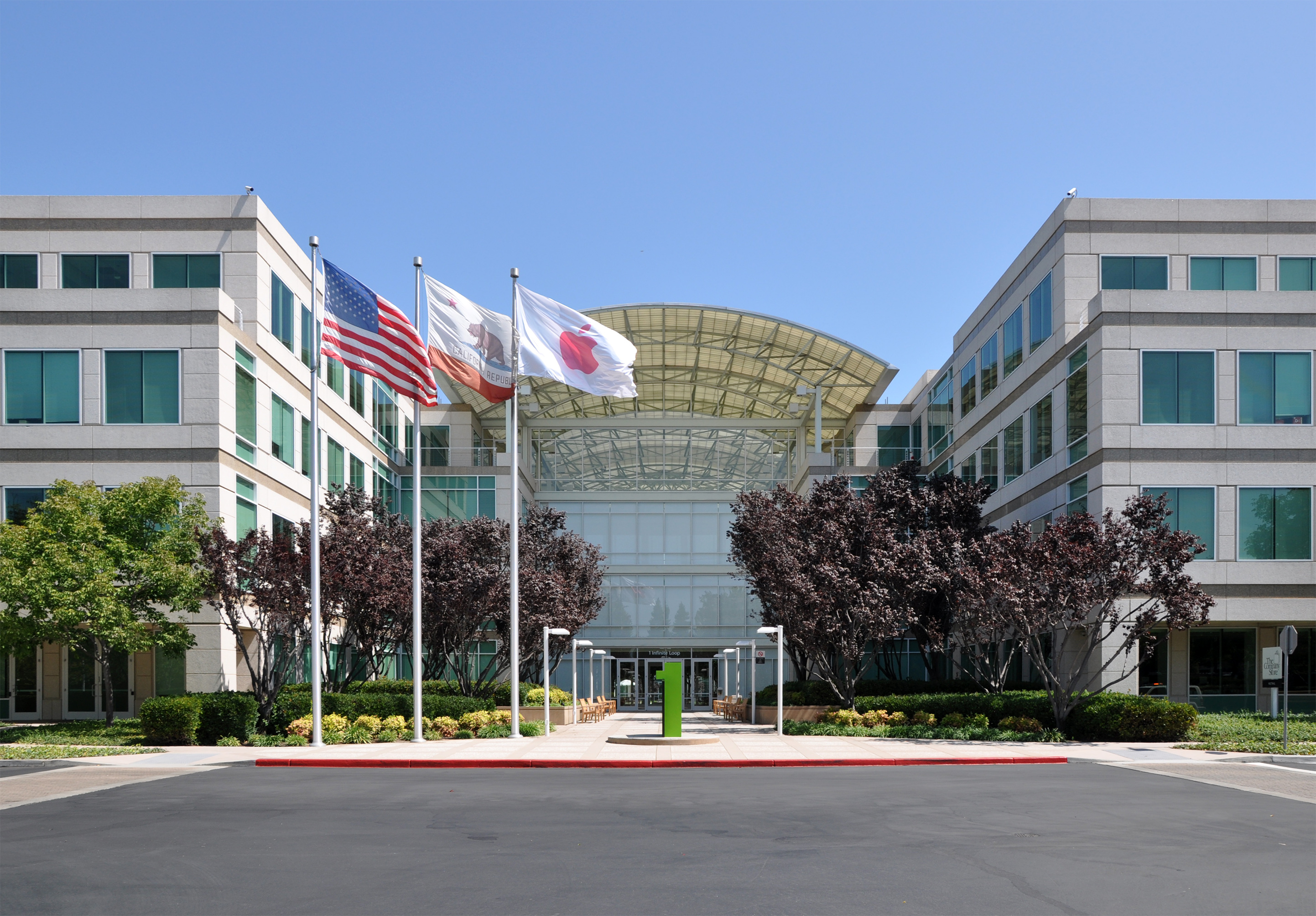
애플 캠퍼스 입구
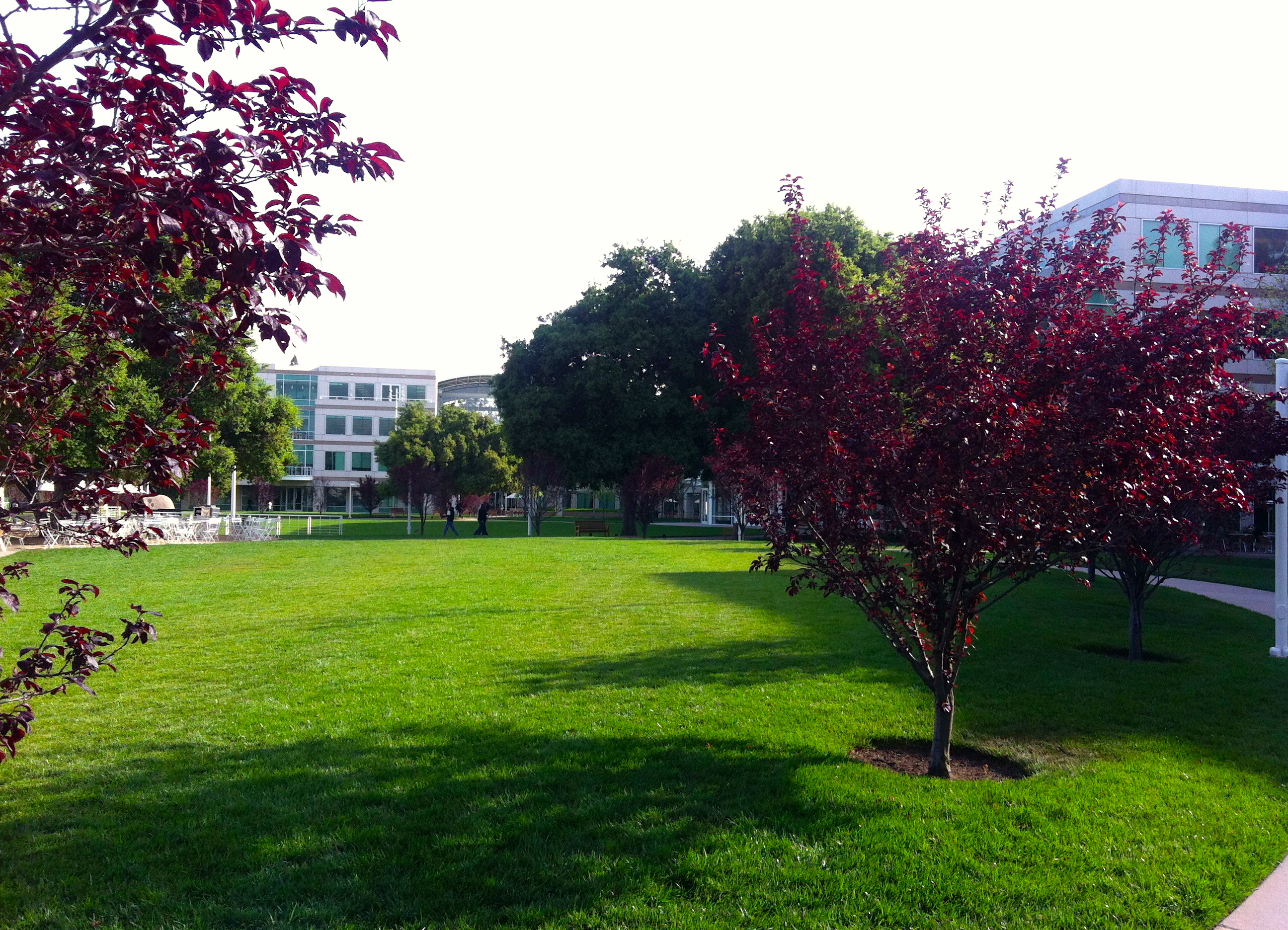
애플 캠퍼스 내부 구역
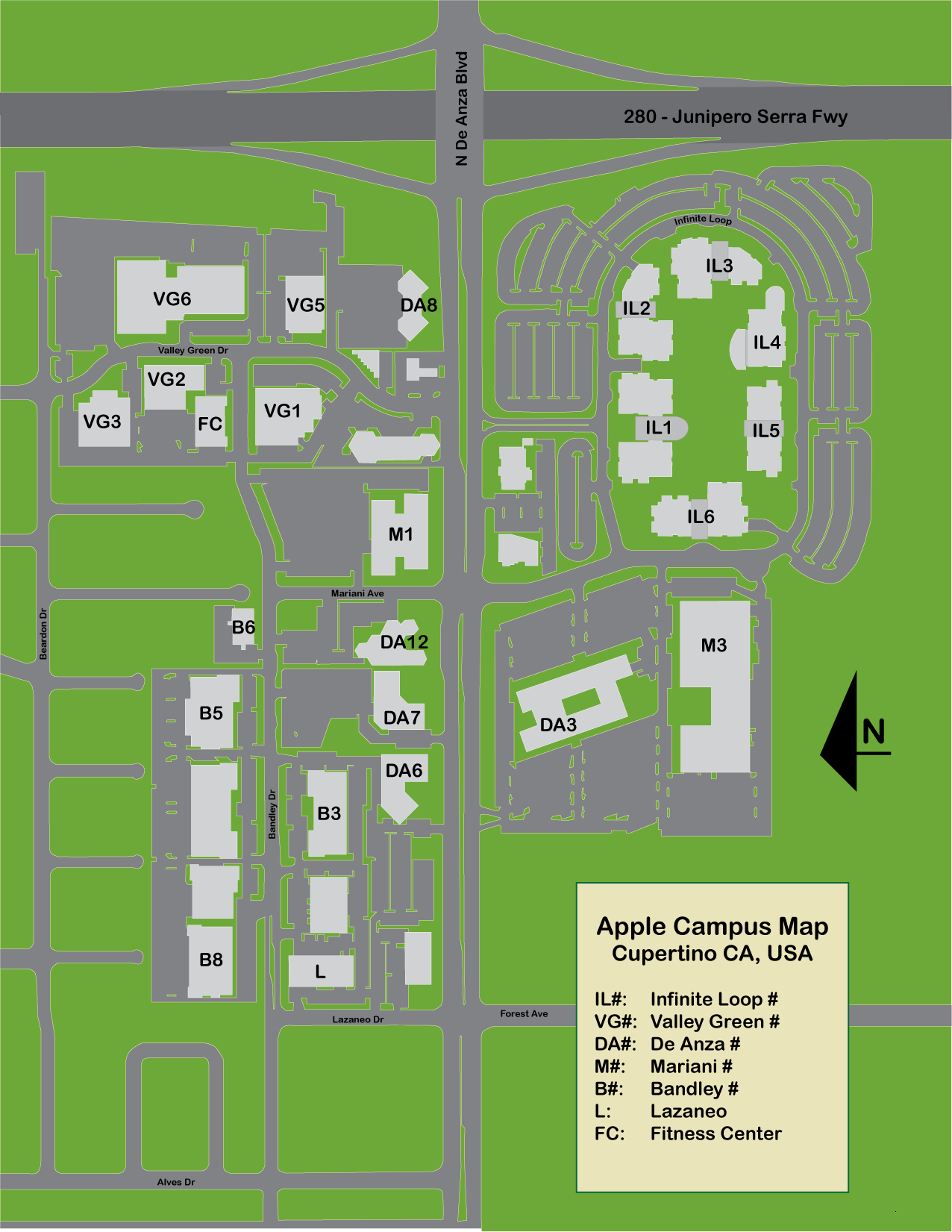
애플 캠퍼스 구조도
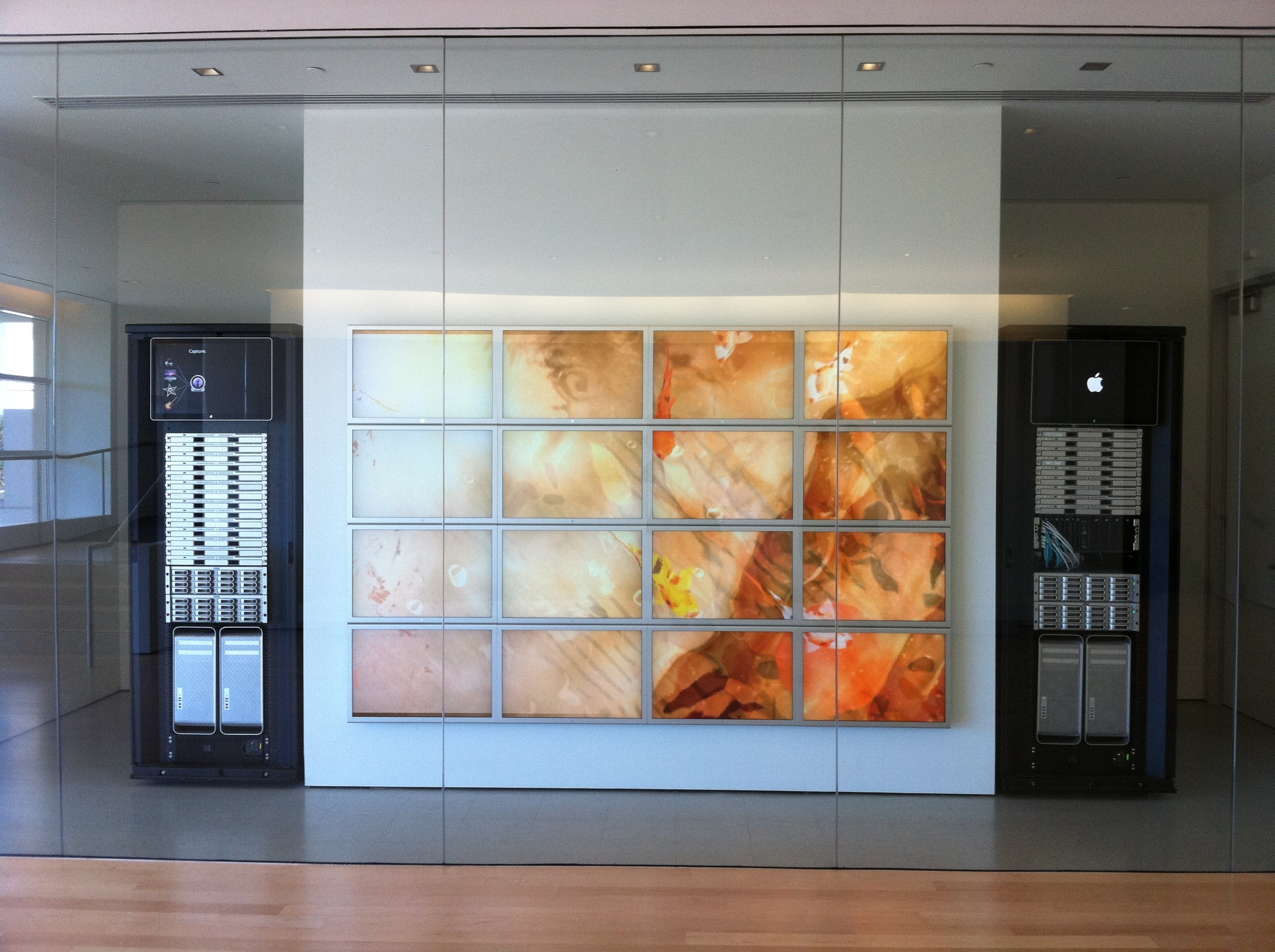
경영진 브리핑 센터의 평면 스크린 및 서버 벽

## 애플 파크
2017년 하반기에 애플 캠퍼스 주변에 애플 신 본사인 애플 파크가 들어섰다.